# راب پیس
راب پیس (به انگلیسی: Rob Peace) یک فیلم زندگی‌نامه‌ای در سبک درام آمریکایی محصول سال ۲۰۲۴ به نویسندگی و کارگردانی چیویتل اجیوفور با بازی جی ویل، مری جی. بلایژ و اجیوفور است. این فیلم بر اساس بیوگرافی زندگی کوتاه و غم‌انگیز رابرت پیس نوشته جف هابز است.
این فیلم برای اولین بار در جشنواره فیلم ساندنس در ۲۲ ژانویه ۲۰۲۴ به نمایش درآمد و در ۱۶ اوت ۲۰۲۴ توسط ریپابلیک پیکچرز در سینماهای ایالات متحده اکران شد.

## داستان
داستان رابرت پیس (ویل) را دنبال می‌کند، مرد جوانی که در یک بخش جنایی در نیوآرک، نیویورک بزرگ شد و بعداً با مدرک بیوفیزیک مولکولی و بیوشیمی از دانشگاه ییل فارغ‌التحصیل شد. او یک زندگی دوگانه دارد یکی در دنیای منزوی دانشگاه و به عنوان یک محقق آزمایشگاهی سرطان و بیماری‌های عفونی و دیگری فروشنده ماری جوانا و درآمد شش رقمی …. او در تیراندازی مرتبط با مواد مخدر در سال ۲۰۱۱ کشته شد.

## تولید
فیلمبرداری در نیوآرک، نیوجرسی، به ویژه در مدرسه مقدماتی سنت بندیکت، در دسامبر ۲۰۲۲ انجام شد.

## بازخوردها
- در وب‌سایت جمع‌آوری نقد راتن تومیتوز از نظرات ۵۲ منتقد، با میانگین امتیاز ۶٫۴ از ۱۰ مثبت هستند.[۵]
- در متاکریتیک، که از میانگین وزنی استفاده می‌کند، بر اساس ۱۵ منتقد، امتیاز ۶۱ از ۱۰۰ را به فیلم اختصاص داد که نشان دهنده نقدهای «به طور کلی مطلوب» است.[۶]